# Dienst Levende Have Politie
De Dienst Levende Have Politie (afgekort tot DLHP) was een ondersteunende dienst van het Korps landelijke politiediensten (KLPD) aan de regionale korpsen van de politie in Nederland. Na reorganisatie in 2010 zijn de afdelingen met Levende Have  ondergebracht bij de Dienst Operationele Samenwerking, als Team Specialistische Honden in Nunspeet en de Unit Bereden Politie gevestigd in Nunspeet (hoofdvestiging), Boxtel en Woubrugge. 

## Team Specialistische Honden

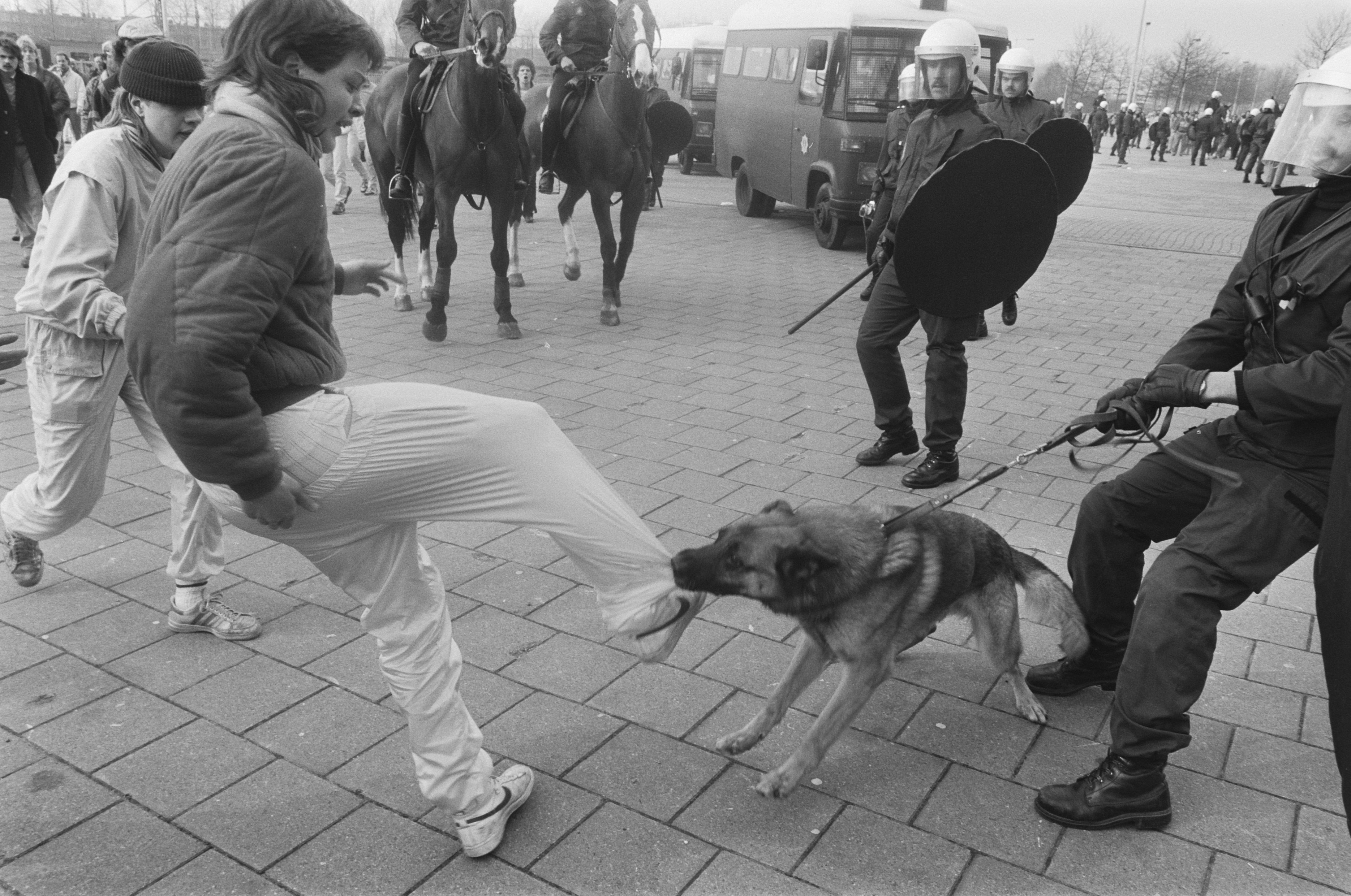
Feyenoord tegen FC Den Haag 22 maart 1987; supporter wordt gebeten door een politiehond

Het Team Specialistische Honden (TSH) is een opleidingsinstituut voor speurhonden binnen de Nederlandse politie. Het team houdt zich bezig met de opleiding van hondengeleiders, het africhten van politiespeurhonden en de certificering van speur- en surveillancehonden. 
Het team heeft specialistische speurhonden beschikbaar voor het politiewerk: elke politiehond is getraind op het herkennen van één specifieke geur. Het team verzorgt de coördinatie en de inzet van speurhonden van een aantal regionale korpsen en fungeert als kenniscentrum voor (buitenlandse) politieorganisaties.
Een speurhond heeft maar één specialisme. Een hond wordt altijd getraind op het herkennen van één specifieke geur. 
- opsporen lijken
- verdovende middelen;  (actieve- en passieve speurhonden)
- geld;
- menselijke geur;
- geuren, zoals brandversnellende middelen;
- drenkelingen;
- explosieven

De opleiding tot speurhond 'menselijke geur' ongeveer één jaar en is de langste opleiding. De kortste opleiding is die tot 'actieve speurhond verdovende middelen'.

### USAR
Het Urban Search and Rescue Team, USAR, is een team van specialisten dat wordt uitgezonden naar rampgebieden waar mogelijk nog overlevenden onder het puin begraven liggen. Omdat elke seconde telt, kunnen honden de overlevenden aanwijzen, zodat graafwerkzaamheden gerichter kunnen plaatsvinden. Binnen de Nederlandse politie zijn hiervoor zestien reddingshonden met hun geleider beschikbaar; zes van het team en tien van de regionale korpsen. Het team traint al deze honden voor USAR. Ze hebben allemaal het certificaat reddingshond behaald. De regionale koppels zijn tijdens de inzet in dienst van het KLPD.

### Opleiding & africhting
Niet elke hond is geschikt voor het vak ‘politiespeurhond’. De combinatie van een actief karakter en een groot reukvermogen maakt Duitse, Hollandse en Belgische herders geschikt voor het politievak. Voordat een hond wordt toegelaten, wordt hij uitgebreid getest op karakter, aanleg en gezondheid. Een speurhond mag geen agressie vertonen maar moet wel bepaalde zoekdrift hebben. Afhankelijk van de natuurlijke aanleg van de hond wordt zijn latere specialisme bepaald. De meeste honden komen binnen als ze één tot anderhalf jaar oud zijn. Het team komt de honden op het spoor dankzij de vele contacten in de hondenwereld en via mensen die zelf contact opnemen met het team. Meestal komen de dieren twee weken op proef. In die periode worden ze door meerdere instructeurs getest. Op buit-, werk- en zoekdrift en op hun sociale karakter. Een geschikte hond wil altijd graag werken, is gehoorzaam en sociaal. Als rapportages aangeven dat de hond geschikt is of lijkt, krijgt het dier nog een medische keuring en wordt het (aan)gekocht.

### Surveillancehonden
Hoewel het team zelf alleen maar beschikt over speurhonden, is het ook verantwoordelijk voor het opleiden en getraind houden van surveillancehonden voor de Dienst Spoorwegpolitie van het KLPD. 

### Training en overheidsexamen
Uit de eerste observaties is vaak al duidelijk voor welke specialisatie het dier het meest in aanmerking komt. Maar het kan ook zijn dat een korps dringend behoefte heeft aan een bepaald soort speurhond en dan wordt de nieuwste aanwinst daarop verder getraind. De instructeurs trainen de honden zelf, tot ze op 80 tot 90% van het examen zitten. Op dat moment komen de aangewezen geleiders uit de korpsen of van de Koninklijke Marechaussee erbij. Het overheidsexamen moeten speurhonden altijd samen met hun geleiders halen. Het certificaat is dan ook niet overdraagbaar en de combinatie moet elke twee jaar opnieuw examen doen. 

### Regionale korpsen
De korpsen Rotterdam-Rijnmond en Amsterdam-Amstelland kopen hun eigen speurhonden aan en leiden deze ook zelf op. Het team levert hun nog wel honden met specialismen die deze korpsen zelf niet hebben. De speurhonden in alle andere korpsen zijn door het team opgeleid en in bruikleen gegeven. Ze zijn dus nog steeds eigendom van het team Specialistische honden. Als een geleider met zijn werk stopt, kan op die manier een hond eenvoudig aan een andere geschikte geleider, soms in een ander korps, gekoppeld worden.

## Unit Bereden Politie

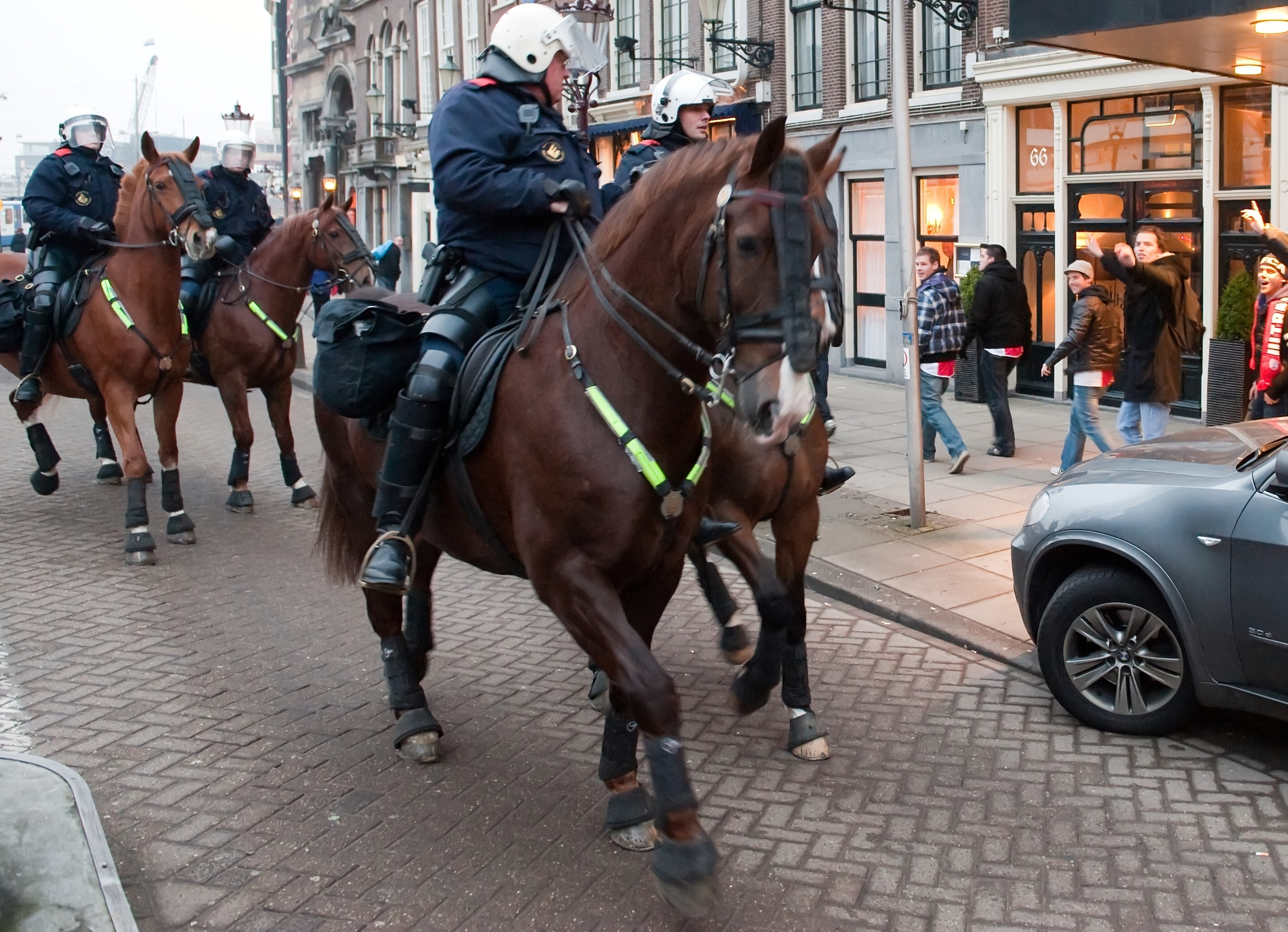
ME te paard

De Unit Bereden Politie kan door ieder politiekorps in Nederland worden ingeschakeld. Zeven politieregio's hebben hun eigen paarden. Deze kunnen ook om bijstand vragen van de 'KLPD beredenen' als zij zelf onvoldoende capaciteit hebben. De politiepaarden- en ruiters 
van de Unit Bereden Politie worden ingezet bij;
- Grote manifestaties en calamiteiten  (vaak als ME bij betaald voetbal)
- Evenementen met een minder groot risico, zoals een festival of optocht
- Bij evenementen en dergelijke die minder risicovol zijn, zoals koopavonden, uitgaanscentra in Nederlandse binnensteden.

Kleinschalig toezicht wordt in koppels van twee uitgevoerd en bij grootschaliger optreden zes paarden en ruiters (ME-eenheden met een beschermende uitrusting).
Een speciale taak is het bereden ere-escorte van leden van het Koninklijk Huis op Prinsjesdag en tijdens andere bijzondere gebeurtenissen. Deze taak wordt samen uitgevoerd met bereden afdelingen van regionale politiekorpsen.

### Opleiding & africhting
Voor alle bereden onderdelen van de politie in Nederland selecteert de afdeling Opleiding & Africhting Politieruiters en leidt ze op. Daarnaast worden hier politiepaarden geselecteerd, afgericht en aangekocht.
Opleiding ruiters: 
- kennis van de paarden en de tuigage;
- paardrijden; dressuur, springen en politiedienstpaardentraining;
- kennis en vaardigheid in de verzorging;
- specifieke politietraining, zoals ordehandhaving.

De beredenen moeten voldoen aan de kwaliteitseis voor politieruiters. Dit is een landelijk, voor alle politieruiters geldende hippische basis-eis. Om de twee jaar wordt getoetst of hieraan nog wordt voldaan. Alle beredenen volgen ook een ME-opleiding en een jaarlijkse herhalingsopleiding. Voor instructeurs wordt in samenwerking met het NHB Deurne (Nederlandse Hippische Beroepsopleidingen) een instructeursopleiding georganiseerd met jaarlijkse applicaties. Verder wordt op vaktechnisch gebied naar behoefte theoretische en praktische bijscholing verzorgd of een lezing georganiseerd. 

### Africhting paarden
Na de selectie en de aankoop volgt de africhting van de paarden, bestaande uit:
- wennen in het verkeer en aan transport;
- dressuur- en gehoorzaamheidstraining;
- springen over (eenvoudige) hindernissen;
- politiespecifieke training, zoals gewenning aan wapens en vreemde objecten en geluiden.

Na de basisafrichting volgt de operationele africhting. Hierbij wordt het paard geleidelijk ingezet in het politiewerk en doet ervaring op, tot het zich uiteindelijk heeft ontwikkeld tot een volledig inzetbaar politiepaard.